# Šikimátová dráha
Šikimátová dráha je sedmikroková metabolická dráha, která u bakterií, archeí, hub, řas, rostlin, a některých prvoků slouží k tvorbě kyseliny listové a aromatických aminokyselin (tryptofanu, fenylalaninu a tyrosinu). U savců se nevyskytuje.
K enzymům zapojeným do šikimátové dráhy patří DAHP syntáza, 3-dehydrochinátsyntáza, 3-dehydrochinátdehydratáza, šikimátdehydrogenáza, šikimátkináza, EPSP syntáza, a chorismátsyntáza. Na začátku jsou dva substráty, fosfoenolpyruvát a erythróza-4-fosfát, na konci se objevuje chorismát (kyselina chorismová), jež je substrátem pro tvorbu tří aromatických aminokyselin. Šikimátkináza katalyzuje fosforylaci kyseliny šikimové adenosintrifosfátem (ATP) za vzniku šikimát-3-fosfátu.
Šikimát-3-fosfát poté reaguje s fosfoenolpyruvátem za vzniku 5-enolpyruvylšikimát-3-fosfátu působením 5-enolpyruvylšikimát-3-fosfátsyntázy (EPSP syntázy); herbicid glyfosát působí jako kompetitivní inhibitor EPSP syntázy,který se na komplex EPSPS-S3P váže pevněji než fosfoenolpyruvát a narušuje tak šikimátovou dráhu.
5-enolpyruvylšikimát-3-fosfát se poté přeměňuje působením chorismátsyntázy na chorismát.
V dalším kroku vzniká Claisenovým přesmykem chorismátu, katalyzovaným chorismátmutázou, kyselina prefenová.
Prefenát je oxidačně dekarboxylován, se zachováním hydroxylové skupiny, na p-hydroxyfenylpyruvát, jehož transaminační reakcí s glutamátem vznikne tyrosin a α-ketoglutarát.